# Закон на Суонсън
Закон на Суонсън се нарича наблюдаваната тенденция цената на слънчевите батерии да пада с 20% за всяко удвояване на общия размер на производството. С настоящите темпове, разходите се намаляват наполовина на всеки 10 години. Той е кръстен на Ричард Суонсън, основател на SunPower Corporation, производител на слънчеви панели.
Законът на Суонсън е сравняван със закона на Мур, който предсказва нарастващата компютърна мощ на процесорите. Цените на фотоволтаичните клетки от кристален силиций спадат от $76.67 долара за ват през 1977 г. до $0.36 долара за ват през 2014 г. Разчетите на цената на модула (в $ / Wp) спрямо времето показват спад от 10% на година.
Предполага се, че терминът „закон на Суонсън“ произлиза от статия в списание „Икономист“, публикувана в края на 2012 г., но той не е първият направил това наблюдение. Методът, използван от Суонсън, се нарича крива на обучението или анализ на кривата на опита. Първоначално тя е разработена и приложена в авиационната индустрия в средата на 30-те години на 20 век и първото ѝ широко разпространено приложение е в областта на фотоволтаичната индустрия в средата на 90-те години.